# خذني بعينيك
خذني بعينيك هي قصيدة ألفها ولحنها الأخوين رحباني، وغنتها فيروز عام 1966. وقد سرى اعتقاد خاطئ في معظم مواقع الإنترنت أنها من تأليف الشاعر اللبناني سعيد عقل، وهو ما يتناقض مع المعلومات الواردة في الألبومات والإسطوانات الأصلية الفيروز التي تؤكد أن هذه القصيدة من تأليف الأخوين رحباني.

## قصة الأغنية

غلاف الأسطوانة التي ضمت أغاني معرض دمشق لعام 1966، ومنها الآن الآن وليس غدا، وخذني بعينيك.

- غنت فيروز هذه الأغنية في معرض دمشق الدولي عام 1966، ولقيت استحساناً من الجمهور ليس فقط لعشقه لفيروز، بل لأن القصيدة تتحدث عن بلاد الشام وهو شيء مشترك بين لبنان ، وسوريا، والأردن، وفلسطين.
- تم تلحين القصيدة بشكل يختلف عن الأسلوب الذي اعتاده الأخوان رحباني في تلحين الأغاني، إذ لُحّنت بأسلوب يشبه أسلوب الغناء المصري، وإحدى مميزاته وجود ما يسمى في مصر بالقفلة، وهي مرحلة من مراحل الأغنية يصل فيها المغني إلى نقطة الذروة، مما يؤدي إلى استحسان فوري من قبل الجمهور، ونظيره في هذه القصيدة البيت الذي يقول:

## وصلات خارجية
- تسجيل لقصيدة خذني بعينيك على يوتيوب
- كلمات أغنية خذني بعينيك